# Clément Dessart
Clément Dessart, né le 6 juin 1891 à Flémalle-Haute et décédé à Waha en 1973, est un photographe belge qui a travaillé pour le Service Documentation des Musées royaux d'Art et d'Histoire (devenu l’Institut royal du Patrimoine artistique - IRPA) durant les années 1940. Il était principalement actif dans la province du Luxembourg.

## Biographie

### Sa jeunesse
Clément Dessart est né à Flémalle-Haute le 6 juin 1891. Il est passionné dès son plus jeune âge par les automobiles. Il devient ingénieur après avoir fait des études à Liège. À 20 ans, il invente avec son frère, ingénieur minier, un système de communication à distance dans les galeries minières. Une société commercialise leur invention mais sans rétribuer les deux inventeurs. Clément Dessart se reconvertit alors en créant une entreprise de fabrication et de vente de postes de radio et de gramophones. Il gagne même un prix international pour cette entreprise. Entre 1920 et 1921, Clément Dessart construit lui-même une voiture.

### Première Guerre mondiale
En 1914, Clément Dessart fut arrêté par les Allemands alors qu’il rentrait chez lui en passant par les bois. Comme il avait un poste de radio dans son sac, les Allemands pensaient que c’était un espion. Mais les soldats visitèrent son entreprise sans rien trouver de compromettant et Clément Dessart fut libéré. Durant cette guerre, il joue beaucoup de tours aux Allemands, profitant du fait qu’il parle bien leur langue pour transmettre de fausses informations.
En 1917, il se marie avec Lucie Levaque, une amie d’enfance. Ils s’installent dans la région liégeoise et de leur union va naître en 1920 une fille, Marie-Amica. Par la suite, Clément Dessart doit déménager pour s’éloigner des lignes de trams qui créent des parasites dans les ondes radiophoniques. Il construit sa propre maison mais il doit la revendre pendant la crise de 1929. En effet, les clients de son commerce de radio sont de moins en moins nombreux. Son épouse meurt quelques années plus tard, en 1937 âgée de seulement 42 ans.

### Seconde Guerre mondiale
Au début de la Seconde Guerre mondiale, Clément Dessart et sa fille sont réfugiés à Béziers en France. C’est là qu'il commence réellement à faire des photographies. Ils retournent dans la région liégeoise après leur exode mais en 1943, ils déménagent dans la campagne luxembourgeoise, à Waha près de Marche-en-Famenne où Clément Dessart continue de pratiquer la photographie. En effet, le commerce de radios est mal vu par les Allemands car il est interdit d’écouter la radio nationale belge et la BBC. De plus, certaines ondes sont brouillées. Il commence à faire de la photographie documentaire pour répondre à différentes commandes.
Dans un premier temps, en échange de nourriture, il réalise des portraits à envoyer aux prisonniers dans les camps en Allemagne. Il travaille aussi pour des maisons d’édition de cartes postales, des musées, des revues ou encore des manuels scolaires. Il acquiert une certaine renommée car, en plus d’une bonne connaissance de l’Ardenne, il a aussi des connaissances en archéologie et en histoire de l’art.
Pendant ses missions, il doit rester prudent et tâcher d'échapper aux Allemands. Il est un jour arrêté à Mettet car il ne possède pas de laissez-passer pour cette région mais il parvient à s’échapper grâce notamment à ses connaissances en allemand.

### Collaboration avec l’IRPA

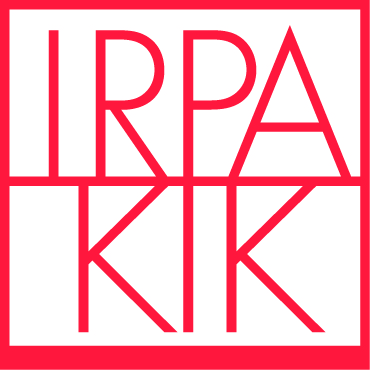
Logo de l'Institut royal du Patrimoine artistique

En 1943, il apprend par son ami, l'archéologue Jacques Breuer, que les Musées royaux d’Art et d’Histoire recherchent un photographe pour la province du Luxembourg. Il postule et est engagé fin de l’année 1943. Il ne fait pas partie du personnel du musée en tant que tel car il est payé au négatif et non à l’heure. Clément Dessart travaille avec les scientifiques Edmond Fouss (1894-1987) de Virton et Arsène Geubel (1913-2010) de Neufchâteau. Arsène Geubel, historien, lui désigne les objets et bâtiments à photographier. Il travaille ainsi comme un photographe officieux pour les Musées Royaux d’Art et d’Histoire, c’est le titre que l’on donne aux photographes qui sont payés aux clichés.
Il réalise aussi des travaux de sabotage de lignes téléphoniques contre les Allemands. Il sauve la cloche de l’église de Waha qui devait partir en Allemagne pour être fondue, en la poussant dans un fossé. Dès 1944, il décide de s’installer définitivement à Waha.
La fin de la guerre est financièrement difficile : on tarde à rembourser ses frais de déplacement. La communication avec les musées n’est pas toujours simple; lors de ses missions de l’époque, certains de ses clichés sont refusés pour des imperfections techniques, alors que les conditions de prises de vue sont pénibles. Il effectue des voyages de plus en plus longs et ne reçoit pas beaucoup de compensations financières. Il se déplace uniquement à vélo et, lors de ses missions, ses pneus s’usent de plus en plus mais il n’a pas les fonds nécessaires pour en acheter d’autres. Il lui faut également se munir d’une autorisation pour voyager à vélo car les Allemands font des contrôles.
Une fois la guerre terminée, il espère toutefois pouvoir continuer et même augmenter sa collaboration avec le service documentaire des musées, (qui deviendra l'IRPA en 1948). Mais les voyages en train restent difficiles et il se demande comment apporter tous ses clichés à Bruxelles. Souvent, il demande à un camionneur de les déposer. Cependant, il ne reçoit pas toujours ses paiements à temps, ni les instructions de photographies, ni les autorisations.

### Départ et retour à Waha
Lors de l’offensive Von Rundstedt en décembre 1944, la ligne de front passe par Waha. Clément Dessart met ses clichés dans son coffre à la banque et part dans l'Entre-Sambre-et-Meuse. Le village de Waha est cependant sauf mais il ne rentre chez lui que très tard dans l’année à cause de différents détails administratifs. Pour prendre des clichés, il a besoin d’une autorisation délivrée par les pouvoirs locaux, il en demande également une pour sa fille qui l’aide dans ses missions.
Dès son retour, il travaille avec les châtelains namurois qui autorisent les prises de vues ; tandis que les Américains qui occupent le terrain refusent toutes photographies. Cependant, les maisons qu’il devait photographier sont parfois fortement endommagées par la guerre. Par la suite, il continue ses missions avec sa fille. En septembre 1945, il dispose d'une voiture et est donc fort occupé dans le Luxembourg.

### Les éditions Arduenna
En 1946, il fonde sa propre maison d’édition de cartes postales, Arduenna. Son but est de faire connaitre et aimer l’Ardenne. Dans ce cadre, il travaille notamment avec le musée Curtius à Liège et avec le musée royal de Mariemont. Il se lance aussi dans le repérage, la photographie et la découverte des vestiges des anciennes forges pour que cela aboutisse à leur conservation et restauration. Clément Dessart est aussi président de la revue trimestrielle Curia Arduennae du Cercle des Recherches Historiques, Archéologiques et Folkloriques, qui parait entre 1950 et 1956. Ensuite, la revue change de nom et de forme : Ardenne et Famenne qui parait jusqu’en 1972 ; on y trouve davantage de photographies. Il se considère comme un travailleur du patrimoine.
Le dernier travail remarquable que Clément Dessart effectue est la couverture photographique de la carte de Ferraris, carte des Pays-Bas autrichiens, établie en 1770 et à vocation militaire actuellement conservée à la Bibliothèque royale de Belgique. Il communique notamment ce travail à la bibliothèque du Musée royal de Mariemont.

## Contexte

### La photographie en Belgique et pendant la Seconde Guerre mondiale

#### Lephotojournalisme
Après la Seconde Guerre mondiale, Clément Dessart est influencé par le courant du photojournalisme même s’il n’en applique pas tout à fait les principes. Il s’agit d’un courant qui accorde la même importance au texte qu’à l’image au niveau de l’information. Le courant s’est d’abord constitué en Allemagne puis aux États-Unis.
Il s’agit principalement de reportages photographiques pour montrer au public la réalité, ce qui fait que le courant se développe dans un premier temps, pendant la Seconde Guerre mondiale et s'étend par la suite.
Comme les appareils photos sont mobiles et de plus en plus petits avec des pellicules facilement transportables, cela permet aux photographes de se rendre directement sur le terrain.

#### L’humanisme
Après le courant réaliste qui développé pendant la guerre, apparaît, à la fin de celle-ci, l’humanisme. C’est un courant de réaction qui cherche à montrer les moments simples de la vie. On retrouve donc des photos légères comme une naissance ou des moments plus tristes comme un enterrement.
Les portraits d’après-guerre réalisés par Clément Dessart s’inscrivent dans ce courant. Il veut présenter des scènes familières comme des fermiers en train de charger une charretée de ballots de paille, par exemple.
Son but est de présenter l’Ardenne telle qu’elle est avec les activités de tous les jours et les personnes qui y vivent.

#### Les portraits et les paysages
Pendant la Seconde Guerre mondiale, le portrait s’inscrit dans la tradition du réalisme documentaire. On prend les photos sur le vif, les photographes ne recherchent pas un idéal de beauté. Ils suivent le plus souvent le courant du photojournalisme.
Clément Dessart opère comme cela également. Le contexte de l’époque est assez dur et les gens manquent de nourriture et de moyens. Il représente donc cette misère dans ses clichés (repas simples, vêtement déchiré...). Il photographie beaucoup de personnes ou de familles dans le but d’envoyer les images à leurs parents détenus dans les camps.
Pour les paysages, c’est un peu la même chose. Il utilise ces vues pour faire vivre la mémoire collective.

### Les techniques utilisées

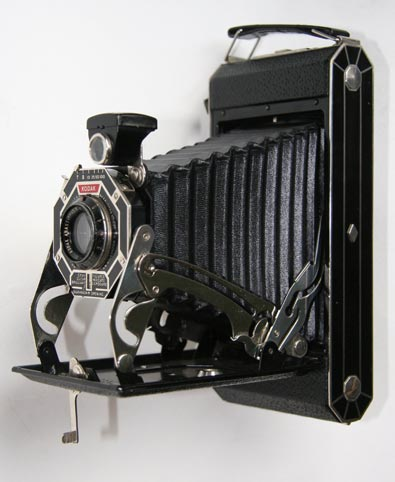
Kodak Six 16 - appareil folding
25 mars 2007 - source : Wikipédia

Clément Dessart utilise dans un premier temps la technique de la chambre photographique. Il possédait une grande chambre photographique pour le développement des photographies documentaires (objet d'art et bâtiments) car cela permettait de faire des photos plus grandes et donc de voir plus de détails.
Parallèlement à cela, il utilisait un appareil de type Rollei (même type d'appareil que le kodak de l'illustration) qui permet de faire des photographies (portraits et paysages) de 6 cm sur 6.

## Son œuvre

### Paysages et portraits
Cette catégorie reprend les paysages ou les portraits qu’il réalisait pour immortaliser un instant de la vie quotidienne. La plupart du temps, il réalisait ses photographies dans la province du Luxembourg lors de ses différentes missions. Pendant la Seconde Guerre, les portraits étaient destinés aux habitants de la région qui étaient déportés dans les camps par les Allemands. Par la suite, Clément Dessart a aussi réalisé des portraits et des paysages pour faire plaisir ou simplement parce que la scène le touchait. Certaines photographies de paysages ont été reprises pour illustrer des cartes postales lorsqu’il a créé sa maison d’édition.

### Photographies documentaires
Cette partie de la collection reprend toutes les photos qui ont été réalisées à la suite des missions de photographies commandées par l’IRPA. On retrouve donc des images de sculptures, d’églises, ou d'autres œuvres d'art.
Les photos se retrouvent sur le portail de l’IRPA, dans la base de données de la photothèque de l’Institution.
« Arsène Geubel sillonne le centre de la province à vélo avec un photographe, M. Clément Dessart, afin d’immortaliser de nombreux bâtiments et sites remarquables. C’était l’époque des appareils photographiques avec des plaques en verre 9/12 puis du fameux Leica dont il aimait tant rappeler les qualités. Il s’agissait d’un premier inventaire du patrimoine photographique et systématique pour la province de Luxembourg. Grâce à eux, ces photos sont de précieux documents éclairant les historiens d’aujourd’hui. C’est tout naturellement que, peu après la guerre et jusqu’en 1989, il (Arsène Geubel) rejoint la Commission Royale des Monuments et Sites. ».

### Les cartes postales
C’est la troisième partie de l'œuvre photographique de Clément Dessart. Il réalisait des cartes postales librement ou sur commandes d’une institution ou d’un particulier. On retrouve ainsi des écoles, des maisons de retraite, des châteaux mais aussi des paysages.
Il a commencé l’édition de cartes postales pendant la guerre chez divers éditeurs, puis en 1946, il a créé sa propre maison d’édition, les Éditions Arduenna. Sa fille réalise également des cartes postales pour cette maison d’édition.